# It All Depends
It All Depends è un cortometraggio muto del 1915 diretto da Barry O'Neil e prodotto dalla Lubin.

## Produzione
Il film fu prodotto dalla Lubin Manufacturing Company.

## Distribuzione
Distribuito dalla General Film Company, il film - un cortometraggio in una bobina - uscì nelle sale USA il 20 febbraio 1915.